# Волков, Василий Павлович
Васи́лий Па́влович Во́лков (1925—2008) — гвардии младший сержант, наводчик 82-мм миномёта стрелкового батальона 164-го гвардии стрелкового полка (55-я гвардии стрелковая дивизия, 28-я армия, 3-й Белорусский фронт), полный кавалер ордена Славы.

## Биография
Родился в многодетной крестьянской семье, русский. Окончил семилетнюю школу.
В Красной Армии с февраля 1943 года, в боях Великой Отечественной войны с июня 1943 года.
23—24 октября 1944 года, в ходе наступления на Грос-Траккенен (Восточная Пруссия) уничтожил 2 пулемёта и до 10 гитлеровцев. 27 ноября 1944 года был награждён орденом Славы 3-й степени.
При прорыве гитлеровской обороны в районе Гумбиннена (ныне г. Гусев Калининградской обл.), 13 октября 1945 года рассеял группу из 30 гитлеровских солдат, уничтожив 8 из них. 15 января 1945 года при отражении контратаки противника был ранен, от госпитализации отказался, после перевязки продолжал вести огонь. 31 января 1945 года был награждён орденом Славы 2-й степени.
25—28 марта 1945 года в ходе боёв юго-западнее Кенигсберга (Калининград) миномётчики разбили 6 пулемётов, 3 автомашины, истребили более 20 пехотинцев. 27 июня 1945 года был награждён орденом Славы 1-й степени.
Участвовал в битве за Берлин. В боях был трижды ранен.
После окончания Великой Отечественной войны служил в Белорусском военном округе. Член ВКП(б) с 1946 года.
Демобилизован в 1950 году. Проживал в Москве, до 1990-х годов работал в пожарной охране Московского автомобильного завода имени Лихачёва.
В 1976 году вышел документальный телефильм Константина Симонова «Солдатские мемуары» с участием В.Волкова.
Участник Парадов Победы в 1985 и 1995 годах.
Похоронен в родной деревне Ручьи.